# Moria berg

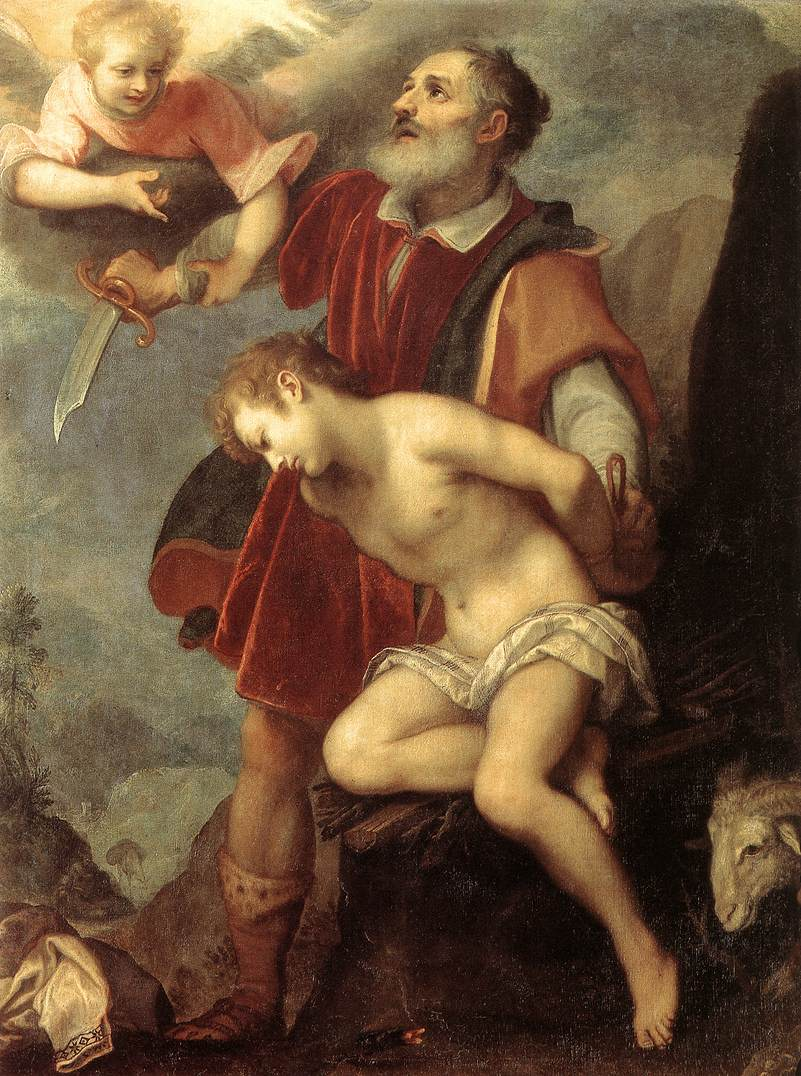
Abraham beredd att offra Isak, målning av Ludovico Cigoli (cirka 1607)

Moria berg (hebreiska: מוֹרִיָּה , Moriyya; arabiska: مروة , Marwah) är en plats i Jerusalem som idag benämns Tempelberget efter det första templet som uppfördes där av kung Salomo.
Moria berg nämns på ett antal ställen i Bibeln bland annat då Abraham skulle offra sin son Isak i 1 Mosebok 22:1-14 och i 2 Krönikeboken 3:1 som berättar att kung Salomo på berget byggde ett hus åt Gud på samma plats där hans far David fått en uppenbarelse.  
På samma plats där Salomos tempel fanns ligger numera Klippdomen som är byggd över den plats där profeten Muhammed skall ha inlett sin himmelsfärd. Därinvid finns al-Aqsamoskén och nedanför dessa Klagomuren.